# Amrāhlū
Amrāhlū (persiska: امراه لو, كَكيل) är en ort i Iran.   Den ligger i provinsen Ardabil, i den nordvästra delen av landet, 500 km nordväst om huvudstaden Teheran. Amrāhlū ligger 486 meter över havet och antalet invånare är 242.
Terrängen runt Amrāhlū är kuperad. Runt Amrāhlū är det ganska tätbefolkat, med 58 invånare per kvadratkilometer. Närmaste större samhälle är Germī, 13,0 km sydväst om Amrāhlū. Trakten runt Amrāhlū består till största delen av jordbruksmark.